# Sadh Panth
Sadh Panth (trl. Sādh Panth) – tradycja hinduistyczna w Indiach. Najważniejsze dogmaty zebrane są w grupę dwunastu twierdzeń. Główny tekst doktrynalny to Nirvāṇa Jñāna (nazywany skrótowo Pothī). Nauki te nawiązują do poglądów Kabira.
Reprezentatywnymi przedstawicielami Sadh Path z przeszłości (wiek siedemnasty i osiemnasty) określani są:
- Jogi Das (miejsca nauczania: Radżastan, Hariana, Pendżab, Delhi, Uttar Pradesh)
- Vira Bhana (miejsca nauczania: Agra, Mirzapur)
- Udaya

Współcześnie wyróżnia się w Indiach północnych dwa centra ruchu:
- Delhi
- Farrukhabad (w pobliżu Agry)